# مسجد الشيخ
مسجد الشيخ هو مسجد تاريخي يعود إلى عصر القاجاريين، ويقع في خوي.